# Groningue (commune)
Pour les articles homonymes, voir Groningue.
Groningue (en néerlandais : Groningen) est une commune néerlandaise située dans la province du même nom. La commune est composée de la ville de Groningue, et plusieurs villages de ses environs.
La commune compte environ 234 650 habitants (2022). Elle a une superficie de 197,96 km2 dont 12,36 km2 d'eau. La commune actuelle est le résultat des agrandissements du 1er janvier 1969, quand les anciennes communes de Hoogkerk et de Noorddijk furent rattachées à la commune de Groningue, et du 1er janvier 2019, quand les anciennes communes de Haren et Ten Boer y furent rattachées.

## Localités
En plus de la ville de Groningue, la commune est composée des localités suivantes : Dorkwerd, Engelbert, Essen, Euvelgunne, Glimmen, Haren, Hoogkerk, Leegkerk, Middelbert, Noorddijk, Noorderhoogebrug, Noordlaren, Onnen, Oosterhoogebrug, Roodehaan, Ruischerbrug, Slaperstil et Vierverlaten.

## Références

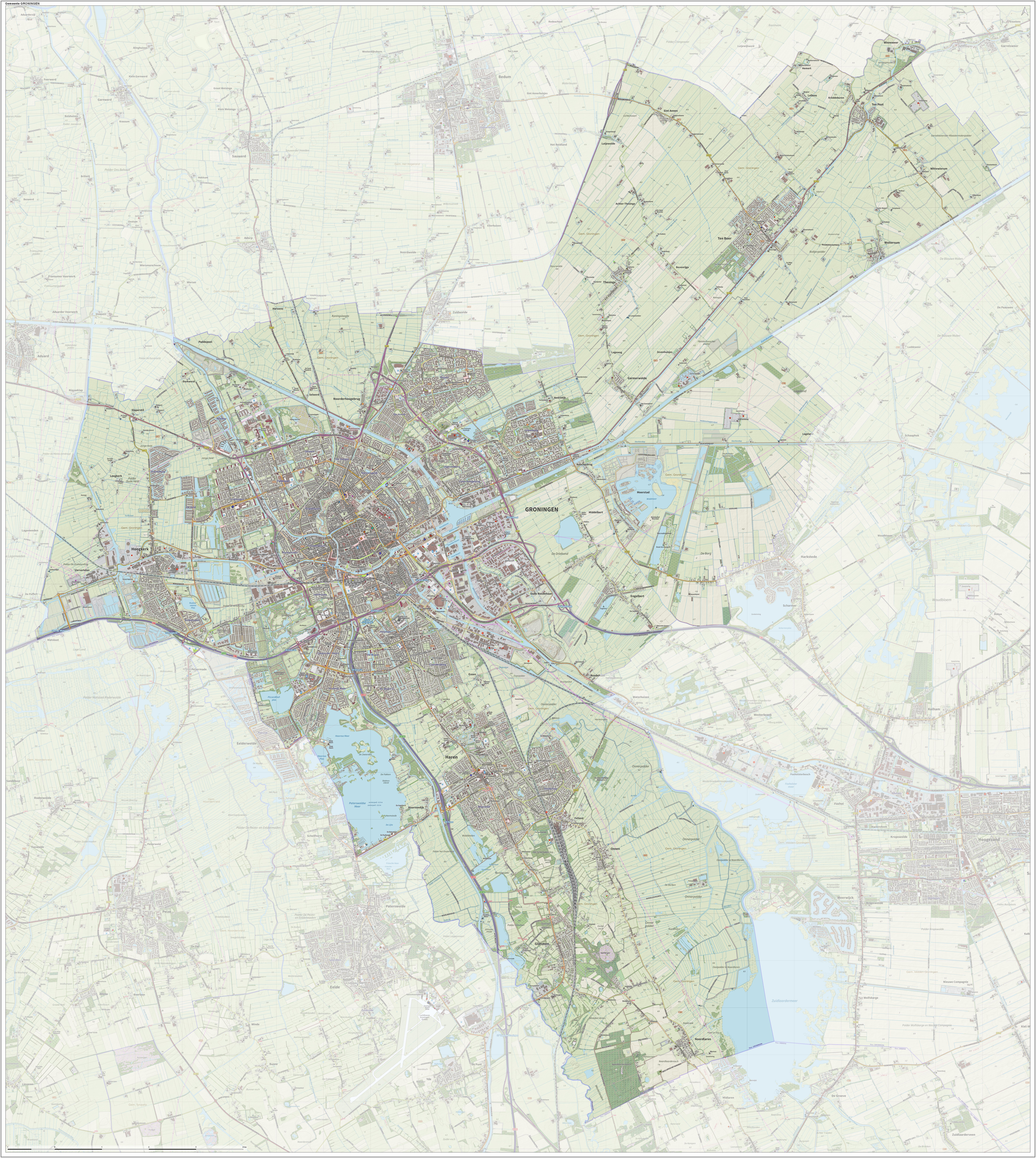
Plan détaillé de la commune de Groningue.

## Communes limitrophes
|                        | Het Hogeland        | Loppersum        |
| Westerkwartier         | Groningue           | Midden-Groningue |
| Noordenveld ( Drenthe) | Tynaarlo ( Drenthe) |                  |